# James Strong (Theologe)

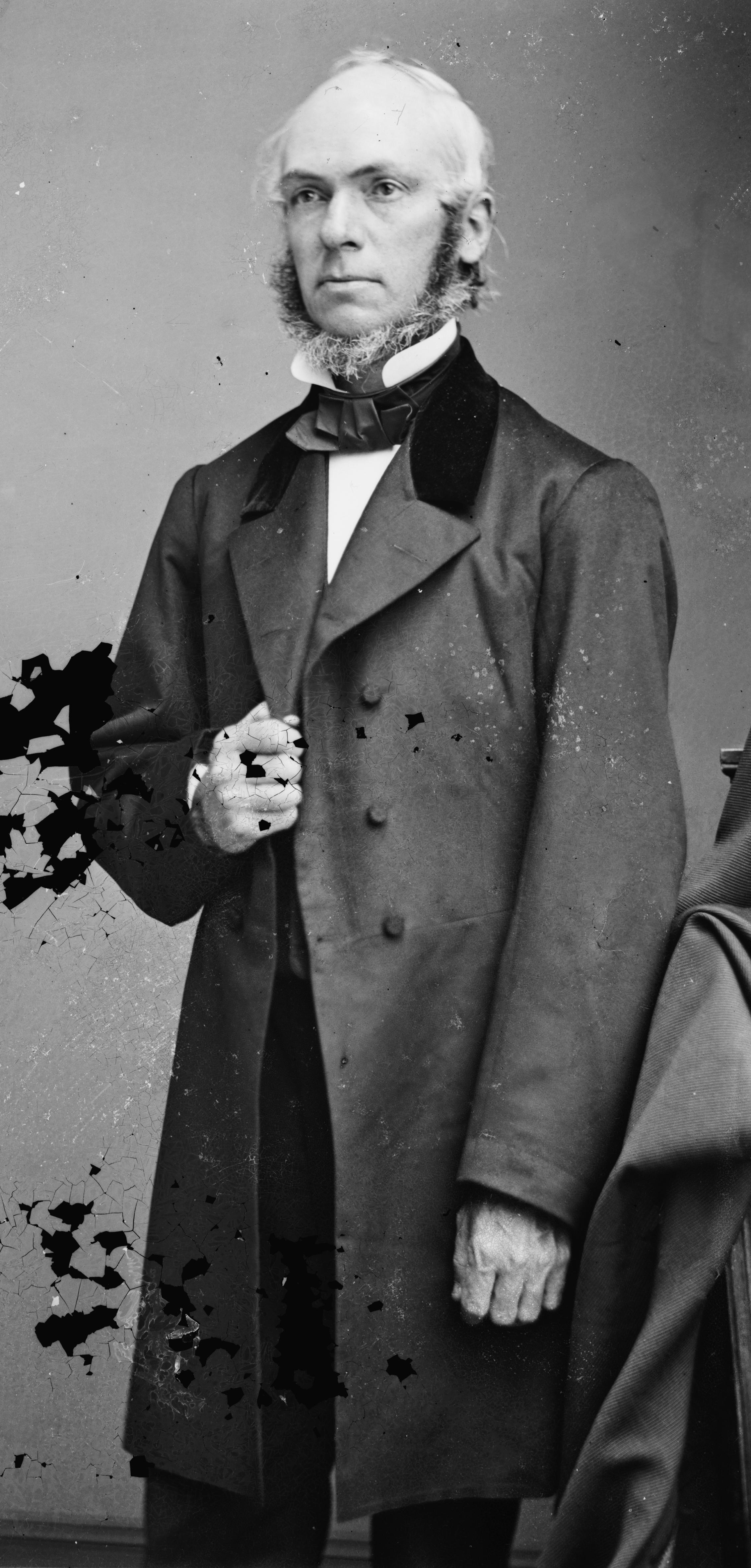
James Strong

James Strong (* 14. August 1822 in New York City; † 7. August 1894 in Round Lake, Saratoga County) war ein amerikanischer methodistischer Theologe. Er verfasste Strong’s Concordance (Strongs Konkordanz). Er war 1858 bis 1861 Professor für Biblische Literatur an der Troy University und wurde 1868 Professor für Biblische Exegese am Drew Theological Seminary.
Sein bekanntestes Werk ist Strong’s Exhaustive Concordance of the Bible, erstmals veröffentlicht 1890 und seither immer wieder herausgegeben, zuletzt 2009.
Dafür nummerierte Strong jede Wortwurzel des hebräischen (Altes Testament) und des griechischen (Neues Testament) Urtextes, um Referenzen zu erleichtern. Somit entstanden zwei Wörterbücher (Hebräisch für das Alte Testament und Griechisch für das Neue Testament) mit 8674 hebräischen und 5523 griechischen Wortwurzeln. Dieses System ist später von vielen anderen Autoren übernommen worden.
Jeder Eintrag in Strongs Wörterbüchern erklärt kurz Etymologie, Grammatik und verschiedene Bedeutungen.
Es gibt auch deutsche Übersetzungen von Strongs Wörterbüchern.
Diese Wörterbücher waren Grundlage für die Bibelkonkordanz, die er ausarbeitete. In der Konkordanz sind die Strong-Nummern ebenfalls verwendet. Dieses Werk ist als Strong’s Exhaustive Concordance of the Bible bekannt geworden.
Mit Hilfe dieser Bücher kann man die Wortbedeutungen in den biblischen Urtexten studieren, ohne tiefergehende Kenntnisse in den Originalsprachen der Bibel zu haben.

## Werkausgaben (Auswahl)
- S.T.D. James Strong und L.L.D. Strong, Strong’s Exhaustive Concordance of the Bible, Hendrickson Publishing (2009). ISBN  978-159856-693-2 (online)